# Dominic Muldowney
Dominic John Muldowney (* 19. Juli 1952 in Southampton, England) ist ein britischer Komponist.

## Biografie
Dominic John Muldowney studierte bei Jonathan Harvey an der University of Southampton sowie bei Bernard Rands und David Blake an der University of York Musik. Außerdem nahm er Privatunterricht bei Harrison Birtwistle. Von 1974 bis 1976 arbeitete er als Komponist für die Southern Arts Association. Ab 1976 war er als Komponist bei dem Royal National Theatre in London beschäftigt, wo er 1981 Birtwistle als Musikdirektor ablöste und bis 1997 blieb. Zudem arbeitete er als Dozent für Komposition an der Royal Academy of Music.
Muldowney arbeitete als Komponist sowohl für das Theater als auch für Film und Fernsehen. So wurde er vor allen Dingen für die Musik an Filmen wie 1984 und Bloody Sunday sowie, gemeinsam mit John Tams, für die Filmreihe Die Scharfschützen bekannt. Nebenbei komponierte er auch klassische Musik und arrangierte vereinzelte Lieder für Musiker wie David Bowie und Sting.

## Filmografie (Auswahl)
- 1983: Betrug (Betrayal)
- 1984: 1984 (Nineteen Eighty-Four)
- 1985: Gänsemarsch (Laughterhouse)
- 1993–2008: Die Scharfschützen (Sharpe, Fernsehreihe, 13 Folgen)
- 1996: Cambridge Fieber (Eskimo Day)
- 1996: Emma (Fernsehfilm)
- 1996: Wenn der Pfau erwacht (The Peacock Spring)
- 2002: Bloody Sunday
- 2003: Die Mauer des Zorns (Holy Cross)